# Коктобе (Ескельдинский район)
Коктобе (каз. Көктөбе, до 200? г. — Калиновка) — село в Ескельдинском районе Жетысуской области Казахстана. Входит в состав Конырского сельского округа. Код КАТО — 196449300.

## Население
В 1999 году население села составляло 472 человека (255 мужчин и 217 женщин). По данным переписи 2009 года, в селе проживало 370 человек (194 мужчины и 176 женщин).